# 尚特赖讷
尚特赖讷（法語：Chantraine，法語發音：[ʃɑ̃tʁɛn] ⓘ）是法国大东部大区孚日省的一个市镇，位于省会埃皮纳勒市区西南，属于埃皮纳勒区和埃皮纳勒城市圈公共社区。

## 地理
尚特赖讷（48°10'11"N, 6°26'30"E）面积6.2 平方千米，位于法国大東部大區孚日省，该省份为法国东北部内陆省份，北起默兹省和默尔特-摩泽尔省，西接上马恩省，南至上索恩省和贝尔福地区省，东临上莱茵省和下莱茵省。
与尚特赖讷接壤的市镇（或旧市镇、城区）包括：戈尔贝、勒诺瓦、埃皮纳勒、莱福日。

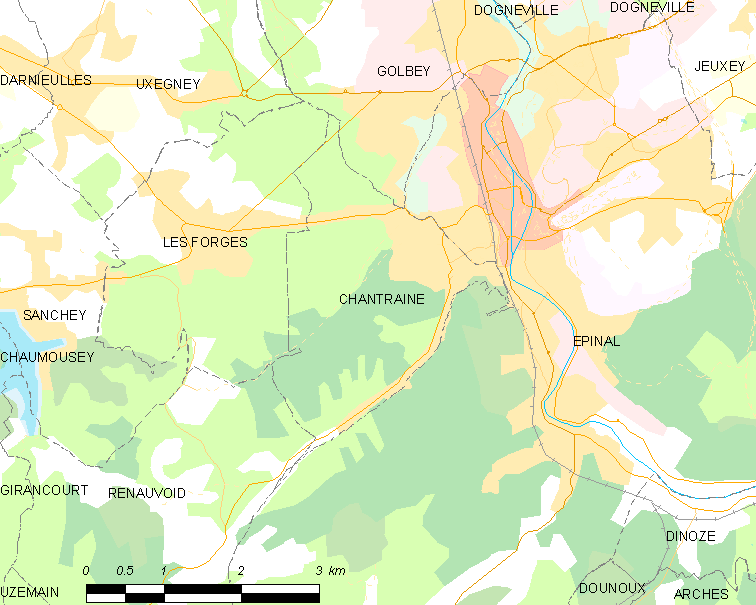
尚特赖讷的OSM定位图

尚特赖讷的时区为UTC+01:00、UTC+02:00（夏令时）。

## 行政
尚特赖讷的邮政编码为88000，INSEE市镇编码为88087。

## 政治
尚特赖讷所属的省级选区为埃皮纳勒第一县。

## 人口

1962-2008年间尚特赖讷人口变化图示

尚特赖讷于2022年1月1日时的人口数量为3201人。

## 友好城市
- 義大利 坎塔拉纳